# Палладий (цезарь)
Палладий (лат. Palladius) — сын императора Петрония Максима и его соправитель в 455 году. Он родился между 415 и 425 годами и, возможно, занимал должность префекта претория в 450-х годах. После того, как его отец убил императора Валентиниана III и провозгласил себя августом, Палладий стал его цезарем. Для установления своей легитимности Максим женил Палладия на Евдокии, однако это нарушило договор, заключённый Валентинианом III c королём вандалов Гейзерихом, поскольку Евдокия предназначалась в жёны Гунериху, сыну Гейзериха. Вандалы напали на Рим и разграбили его 31 мая 455 года; Петроний Максим и Палладий были схвачены и убиты толпой или дворцовыми слугами при попытке к бегству.

## Биография

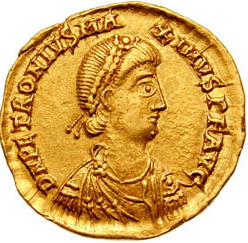
Монета с изображением Петрония Максима, отца Палладия.

Палладий родился между 415 и 425 годами. Его отцом был Петроний Максим, чрезвычайно богатый сенатор и двукратный консул, занимавший многочисленные государственные должности при императорах Гонории и Валентиниане III. Матерью Палладия, вероятно, была Эпархия, сестра Авита. Возможно, Палладий был преторианским префектом в 450-х годах.
Максим стал императором Западной Римской империи после убийства Валентиниана III 17 марта 455 года. Он сделал Палладия цезарем, хотя не было выпущено ни одной монеты с его изображением. Желая обеспечить законность своего правления, он породнился с семьёй Валентиниана. За Палладия выдали замуж дочь Валентиниана Евдокию, а сам Максим женился на вдове Валентиниана Лицинии Евдоксии. Это нарушило условия договора, заключённого между Валентинианом III и королём вандалов Гейзерихом, поскольку Евдокия уже была помолвлена с сыном Гейзериха, Гунерихом. Вскоре Гейзерих собрал флот и двинулся на Рим. Неспособность Максима подготовиться к обороне привела к массовому бегству сенаторов из города, однако крестьянам было запрещено уходить без разрешения правительства. Когда флот вандалов приблизился к Риму, Максим позволил всем желающим покинуть город. 31 мая Максим и Палладий попытались бежать из Рима, однако их остановила толпа крестьян. Существуют две версии последующих событий. Согласно первой из них, дворцовые слуги убили императоров, чтобы прекратить беспорядки среди крестьян. По второй версии, они были побиты камнями и растерзаны.
Очень мало известно о совместном правлении Максима и Палладия. Фердинанд Грегоровиус утверждает, что браки Максима и Палладия и назначение Палладия цезарем были единственными значительными действиями, предпринятыми ими за семьдесят семь дней царствования. Из современников о Палладии упоминает только Идаций.